# Federico Vilar
Federico Vilar Baudena (ur. 30 maja 1977 w Buenos Aires) – argentyński piłkarz pochodzenia włoskiego występujący na pozycji bramkarza, trener piłkarski. Od lipca 2013 posiada również obywatelstwo meksykańskie.
Vilar profesjonalną karierę piłkarską rozpoczął w Boca Juniors. Grał tam w latach 1993–2000. Ostatni jego klub argentyński to Almirante Brown Arrecifes. Następnie wyemigrował do Meksyku, do Acapulco, by grać dla miejscowego zespołu. W meksykańskiej pierwszej lidze debiutował 1 grudnia 2003 w meczu przeciwko CF Monterrey, zremisowanym 1:1. Został kapitanem zespołu już po kilku występach. Po Torneo Bicentenario 2010 podpisał kontrakt z Monarcas Morelia.
Jest rekordzistą pod względem rozegranych kolejno spotkań w lidze meksykańskiej – w latach 2008–2013 (jako zawodnik Atlante i Morelii) wystąpił w 188 ligowych meczach z rzędu.